# اینز (کنتاکی)
اینز (به انگلیسی: Inez) شهری در ایالت کنتاکی کشور ایالات متحده آمریکا است که جمعیت آن در سرشماری سال ۲۰۱۰ میلادی، ۷۱۷ نفر بوده‌است.